# 賴幸媛
賴幸媛（1956年11月9日—），中華民國政治人物、社會學學者，無黨籍，前台聯黨籍，臺灣臺中市人，受到馬英九政府重用，曾任陸委會主委、駐WTO代表、立法委員、國安會諮委、台經院國際處長、暨大東亞所與淡大國企系副教授、《中國時報》記者。

## 家庭背景
賴幸媛出生自台中銀行業家族。父親賴英傑是台中三信商銀創辦人。母親是王秀霞。哥哥賴鎮成早年從事木材進口生意，目前是台中一家會計師事務所負責人，創辦台中人本基金會。

## 社會經歷
留學英國前曾任《中國時報》記者，1995年返回台灣，任暨南國際大學、淡江大學副教授，1996年任台灣經濟研究院國際處處長。
2004年在李安妮的邀請下加入台灣團結聯盟，並當選不分區立法委員。爾後於立法院的問政多與民生和對外貿易有關；另外在人權、弱勢、傳統產業等議題上多有表現與著墨。
2007年台聯開除挺扁派立委廖本煙、黃宗源，曾引起親近民進黨的立委黃適卓、尹伶瑛向黨中央要求開除與紅衫軍有關的賴幸媛，然而未果；引發台聯「清黨」事件與「新舊台聯路線之爭」。
外界認為，賴幸媛與周玉蔻、錢林慧君私交甚篤。周玉蔻在2006年11月遭台聯開除黨籍，錢林慧君也於2008年4月被台聯開除黨籍。有人認為她們是主流派，但也有部分離開台聯的人士不認同他們的理念與作為。

## 政治經歷
2000年6月至2004年5月任「國家安全會議」諮詢委員。2004年12月當選第6屆台聯不分區立法委員，2008年中華民國立法委員選舉賴幸媛排名台聯不分區立委名單第三位，但台聯政黨票共得三十四萬四千八百八十七票，得票率3.53%，並未被分配到席次，賴幸媛連任失利。

### 擔任立委期間反對蘇花高
2007年，賴幸媛與趙永清、田秋堇等時任民進黨立委，以及多位學者與時任綠黨中執委潘翰聲表示反對興建蘇花高。

### 陸委會主委
2008年中華民國總統選舉後馬英九當選總統，在台聯「維護國家尊嚴、照顧全民利益、彰顯台灣主體性」等三大前提原則之下，賴幸媛於2008年5月20日起加入劉兆玄內閣，任行政院大陸委員會（陸委會）主任委員，成為劉兆玄內閣的閣員。但因賴幸媛的本土與倒扁背景曾引發藍綠雙方的議論，中國國民黨與民主進步黨有些立委甚至認為賴幸媛不適任，當時準閣揆劉兆玄也曾一度認為可能會對新內閣造成影響。但在馬英九的力挺下，賴幸媛同時召開記者會表示會完全認同馬蕭的兩岸政策，並退出台聯黨務活動維持行政中立。
賴幸媛就任不久就因太常提及九二共識引來台聯的關切，2008年6月9日台聯黨主席黃昆輝拜會陸委會，黃昆輝當面提及：「沒有九二共識，若要提九二共識就別忘了一中各表。」幾天後的一場公開演講裡，賴幸媛事先擬好的演講稿九二共識的字眼沒說出口，引發媒體揣測。往後演說講話一中各表賴幸媛也時常擺在九二共識前頭；對此，賴幸媛重申：「一中各表就是九二共識，九二共識就是一中各表；沒有任何問題和疑慮。」

### 遭台聯開除黨籍
2008年10月14日，因台聯無法認同馬英九的兩岸政策，並認為海峽兩岸經濟合作架構協議應該付諸公民投票，中執會做出決議希望賴幸媛在三天內辭去陸主委職務，否則將開除黨籍。三個小時後賴幸媛主動退出台灣團結聯盟。對此，台聯黨主席黃昆輝表達失望，並說台聯仍將開除賴幸媛黨籍。
2009年10月23日，賴幸媛表示兩岸協商最重要的基礎是「擱置爭議」。

### 世貿代表
2012年9月，轉任駐世界貿易組織代表團代表。2016年政黨輪替後提出辭呈，新任總統蔡英文於7月14日准辭，總統府公佈辭職生效後，外交部人事處表示已安排9月30日移交。

## 榮譽

### 中华民国勳章獎章
- 三等景星勋章（2012年11月8日于台北总统府颁授[3]）

## 外部連結
- 「縮小版呂秀蓮」凡走過必揚起一片塵埃賴幸媛，「怎麼有這麼麻煩的女人？」
- 维基共享资源上的相關多媒體資源：賴幸媛

| 中華民國政府職務 | 中華民國政府職務                                             | 中華民國政府職務 |
| ---------------- | ------------------------------------------------------------ | ---------------- |
| 行政院           |                                                              |                  |
| 前任： 陳明通    | 行政院大陸委員會主任委員 第九任 2008年5月20日－2012年10月2日 | 繼任： 王郁琦    |